# Михаел Кюхмайстер
Михаел Кюхмайстер фон Щернберг (на немски: Michael Küchmeister von Sternberg) е двадесет и осмият Велик магистър на рицарите от Тевтонския орден.